# 歌川芳広 (一張斎)
歌川 芳広（うたがわ よしひろ、天保9年5月4日〈1838年6月25日〉 - 明治17年〈1884年〉4月18日）とは、江戸時代後期から明治時代にかけての浮世絵師、職人。

## 来歴
歌川国芳の門人。本姓は伊藤、俗称重兵衛。歌川の画姓を称し一張斎と号す。はじめは芳麿と称した。浅草山谷に生れ、鳶職佐野屋の養子となる。作画期は嘉永から明治の頃にかけてで、幼時より絵を好み13歳のとき国芳に入門した。祭礼の大行燈に絵を描いて評判になったと伝わり、また国芳の没後は上絵職を専業とし友禅模様を描いたというが、現在その作については確認されていない。享年47、法名は真誉誠念居士。